# Van Nostrand's Scientific Encyclopedia
Van Nostrand's Scientific Encyclopedia est une encyclopédie publiée aux États-Unis. Actuellement en trois volumes sur la 10e édition, elle a été publiée en deux volumes des éditions de 6 à 9. La 8e édition est disponible sur deux CD-ROM.
La première édition a été publiée en 1938.
De plus de 4 000 pages, le travail fournit un examen approfondi de référence scientifique, tout en établissant un milieu entre les encyclopédies massives en plusieurs volumes et les encyclopédies de poche.
Ce travail est parfois comparée à l'encyclopédie McGraw-Hill Concise Encyclopedia of Science & Technology.